# Садовая, Богдана Васильевна
Богдана Васильевна Садовая (укр. Богдана Василівна Садова; род. 9 декабря 1989, Сумы) — украинская и российская хоккеистка на траве, выступающая на позиции нападающего за команду «Динамо-ЦОП Москомспорт». Мастер спорта Украины международного класса (2010), чемпионка Европы по индор-хоккею 2010 года в составе сборной Украины.

## Биография
Имеет незаконченное высшее образование. Начинала карьеру хоккеистки на траве в СДЮШОР «Динамо» (Сумы), тренер — В.Н.Матвиенко. Выступала за украинские команды «Динамо» (Сумы) и «Сумчанка», белорусскую «Викторию» (г. Смолевичи) и российский клуб «ВолгаТелеком» (Нижний Новгород). В составе «Динамо» выиграла дивизион C и дивизион B Кубка кубков европейских стран по индор-хоккею в 2006 году, в том же году стала мастером спорта Украины. В 2007 году с «Сумчанкой» выиграла Кубок кубков по индор-хоккею в дивизионе C, а в 2008 году стала чемпионкой Украины. В 2009 году стала серебряным призёром дивизиона A Кубка кубков по индор-хоккею с той же «Сумчанкой», а также защитила титул чемпиона Украины. Серебряный призёр чемпионата Белоруссии 2009 года.
В 2010 году Садовая стала чемпионом Европы по индор-хоккею в Дуйсбурге: Украина проиграла только один матч на турнире немкам на групповом этапе, в полуфинале обыграла голландок, а в финале испанок, причём Садовая забила один гол в финале, завершившемся победой со счётом 6:5. В том же году она стала чемпионкой Украины, получила приз лучшего игрока и бомбардира. На молодёжном чемпионате U-21 во втором дивизионе заняла 4-е место и получила приз лучшего бомбардира. За свои успехи получила звание Мастера спорта Украины международного класса.
В 2011 году Садовая заняла 3-е место на чемпионате мира по индор-хоккею в польской Познани, а во втором дивизионе чемпионата Европы со сборной Украины по хоккею на траве стала 5-й, отметившись призом лучшего игрока и лучшего бомбардира. Выиграла чемпионат Украины в 2011 году перед переходом в «ВолгуТелеком», в нижегородской команде отметилась серебряной медалью чемпионата России и победой в Кубке России. В 2012 году снова выиграла Кубок России и стала бронзовым призёром чемпионата России. В связи с прекращением существования «ВолгиТелеком» в 2014 году Богдана продолжила играть в команде «ЦСП-Крылатское», позже переименованной в «Динамо-ЦОП Москомспорт», и стала серебряным призёром Кубка европейских чемпионов 2014 года. Лучший бомбардир Кубка Содружества 2017 года (Барановичи).
Сменив спортивное гражданство, Садовая стала играть за Россию. С 2015 года провела 27 игр и забила 41 гол (25 с игры, 3 с пенальти, 13 со штрафных угловых), заработала 4 зелёных и 3 жёлтых карточки. В 2017 году помогла сборной России вернуться в высший дивизион чемпионата Европы: дважды отличилась на групповом этапе против Франции и дважды в полуфинале против Уэльса, что вывело Россию в финал и дало гарантированную путёвку в высший дивизион.
В сборной России провела 4 игры в 2019 году, дебютировав 16 июня в игре против Мексики (победа 6:0). В мае 2019 года включена в заявку на чемпионат Европы, в рамках которого сыграла все пять матчей, отметившись голом в ворота Бельгии, двумя голами в ворота Белоруссии и голом в ворота Ирландии.